# Лоскутов, Степан Петрович
Степан Петрович Лоскутов (29 декабря 1916 — 9 февраля 1942) — командир стрелкового взвода 857-го стрелкового полка 294-й стрелковой дивизии 8-й армии Ленинградского фронта, старший сержант. Герой Советского Союза.

## Биография
Родился 29 декабря 1916 года в деревне Прилепы Орловской губернии в семье крестьянина. Русский.
Окончил начальную школу и школу ФЗУ. Работал электромонтером в городе Карачев. В Красной Армии с 1941 года.
Участник Великой Отечественной войны с 1941 года. Комсомолец старший сержант Лоскутов в боях на Ленинградском фронте из снайперской винтовки уничтожил 117 солдат и офицеров противника.
Кандидат в члены ВКП(б) младший лейтенант Лоскутов умер от ран 9 февраля 1942 года. Похоронен в посёлке Новая Малукса Кировского района Ленинградской области.

## Награды
- 6 февраля 1942 года С. П. Лоскутову было присвоено звание Героя Советского Союза.
- Орден Ленина.

## Память
- В деревне Прилепы установлен обелиск. В посёлке Новая Малукса на месте воинского захоронения Герою установленв мемориальная доска на братской могиле. В городе Карачеве, Брянской области, с 2015 года школа номер 4 носит имя Степана Петровича Лоскутова. На территории МБОУ СОШ № 4 им. Героя Советского Союза С. П. Лоскутова установлен памятный знак, а на стене школы установлена мемориальная доска.